# بيت القطيبى (الطويلة)

تعديل مصدري - تعديل

بيت القطيبى هي إحدى قرى عزلة بني الذولاني بمديرية الطويلة التابعة لمحافظة المحويت، بلغ تعداد سكانها 488 نسمة حسب تعداد اليمن لعام 2004.